# 歐洲河馬
歐洲河馬（学名：Hippopotamus antiquus）是分佈在歐洲的河馬，於更新世末的冰河時期滅絕。牠們分佈在伊比利亞半島、不列顛群島、萊茵河至希臘。
歐洲河馬在體型及形態上像懼河馬，但比普通河馬較大。歐洲河馬相信首先於1800萬年前出現。雖然普通河馬在更新世中期亦曾在歐洲生活，但卻不認為是屬於歐洲河馬。
克里特侏儒河馬相信是從歐洲河馬演化而來，並在克里特因島嶼侏儒化而成形。